# Мача зелени чај
Мача зелени чај (јап. 抹茶; букв. „распрашиви чај“), изразито је цењена врста зеленог чаја која се добија парењем и сушењем. Метода обраде листића потиче из династије Сунг (960—1278) када се прах тучењем претварао у тзв. Пену жада. То је једини чај који се не производи у листу већ у праху. Наиме, добија се од посебно квалитетног чаја тзв. Тенч али се, иако ретко, производи и од Гиокура, најпризнатијег јапанског специјалитета у листу.

## Обрада чаја
Листићи се беру четири недеље пре прве бербе док је грмље чаја још прекривено да се спречи додир лишћа са светлошћу. Лишће је због тога мало и тамнозелене боје. Након бербе следе поступци парења те сушења листића и на крају листићи се дробе у каменом млину. Данас се у Јапану користи за Cha No Yu, чајну церемонију те га користе будистички свештеници приликом медитација.

## Делотворност овог напитка
Чај је изузетно богат антиоксидантима (катехин), витаминима А, Б, Ц и Е, и каротином зато што се при пијењу чаја пије и прах чаја те се по томе овај чај разликује од осталих зелених чајева. Испитивања су показала да има далеко више антиоксиданта од било којег поврћа или воћа, да побољшава метаболизам и сагоревање калорија, да опушта и релаксира, побољшава расположење и концентрацију, помаже организму у борби против вируса и бактерија, богат је витамином C, селенијом, цинком и магнезијумом, влакнима, смањује холестерол и шећер у крви и не повећава ниво инсулина. Својства Катехина ЕГЦг (епигаллоцатецхин галлате) пружају делотворну одбрану и од меланома. ЕГЦг и други катехини у њему поништавају учинак слободних радикала који могу довести до оштећења ћелија и ДНК. Даје енергију и повећава издржљивост. Позитивно утиче на меморију и концентрацију. Има умирујуће дејство.
Осим као чајни напитак, Matcha зелени чај у праху се може користити и као додатак јелима, колачима и као супер делотворна маска за лице против старења коже.

## Припрема чаја
Потребна је полудубока шоља, мутилица од бамбуса и дрвена кашичица. Да би се овај чајни напитак направио на одговарајући начин треба следити упутства.
1. ставити 1-2 кашичице маћа чаја у полудубоку шољу користећи мало сито.
2. Прокувати 70 мл воде. Оставите да се охлади 1 минут.
3. 2-3 кашичице прокуване воде додајте у шољу с маћа прахом.
4. Мутилицом од бамбуса цик-цак покретима размутите прах.
5. Долити остатак воде и тим истим покретима умутити чај док се површина не запени. Служи се уз јапански слаткиш јер се сматра да је тако бољег укуса.